# Carl Ferdinand Cori
Carl Ferdinand Cori (Praga, 5 de dezembro de 1896 — Cambridge, 20 de outubro de 1984) foi um bioquímico estadunidense, nascido na República Checa.
Foi agraciado com o Nobel de Fisiologia ou Medicina de 1947, por melhorar a compreensão do diabetes. Era casado com Gerty Cori, co-galardoada com o prémio.